# Curtis Marsh
Curtis Marsh Jr. (Los Angeles, 1º marzo 1988) è un giocatore di football americano statunitense che gioca nel ruolo di cornerback per i Philadelphia Eagles della National Football League (NFL). Fu scelto nel corso del terzo giro (90º assoluto) del Draft NFL 2011 dagli Eagles. Al college ha giocato a football all'Università statale dello Utah.

## Carriera professionistica

### Philadelphia Eagles
Marsh fu scelto dai Philadelphia Eagles nel corso del terzo giro del Draft 2011. Disputò tutte le quattro gare di pre-stagione e debuttò nella settimana 11, il 20 novembre, nella vittoria 17-10 contro i New York Giants. In sette gare disputate nella sua stagione da rookie mise a segno 2 tackle e un passaggio deviato. Nella stagione successiva disputò 15 partite, nessuna delle quali come titolare, facendo registrare 12 tackle e un passaggio deviato.

## Vittorie e premi
Nessuno

## Statistiche
| Partite totali      | 22 |
| Partite da titolare | 0  |
| Tackle              | 14 |
| Sack                | 0  |
| Intercetti          | 0  |

Statistiche aggiornate alla stagione 2012